# Чепкас-Нікольське сільське поселення
Чепка́с-Ні́кольське сільське поселення (рос. Чепкас-Никольское сельское поселение) — муніципальне утворення у складі Шемуршинського району Чувашії, Росія. Адміністративний центр — село Чепкас-Нікольське.

## Населення
Населення — 721 особа (2019, 935 у 2010, 1035 у 2002).

## Склад
До складу поселення входять такі населені пункти:
| Населений пункт            | Населення, осіб (2002) | Населення, осіб (2010) |
| -------------------------- | ---------------------- | ---------------------- |
| Красний Вазан, селище      | 49                     | 52                     |
| Красний Ключ, селище       | 15                     | 0                      |
| Максим Горький, селище     | 36                     | 26                     |
| Чепкас-Ільметево, присілок | 259                    | 248                    |
| Чепкас-Нікольське, село    | 676                    | 609                    |